# (11075) Dönhoff
(11075) Donhoff, désignation internationale (11075) Dönhoff, est un astéroïde de la ceinture principale.

## Description
(11075) Donhoff est un astéroïde de la ceinture principale. Il fut découvert le 23 septembre 1992 à Tautenburg par Freimut Börngen. Il présente une orbite caractérisée par un demi-grand axe de 2,41 UA, une excentricité de 0,19 et une inclinaison de 4,0° par rapport à l'écliptique.

## Compléments